# Oratorio dei Santi Giacomo e Filippo (Biglio)
L'oratorio dei Santi Giacomo e Filippo è un luogo di culto cattolico di Valgreghentino, situato nella frazione di Biglio inferiore.

## Storia
La chiesa è citata nel Liber Notitiae di Goffredo da Bussero ed è pertanto molto antica, sicuramente antecedente al 1290.
La storia dell'edificio è, nei secoli, rimasta legata a doppio filo a quella dei luoghi dove esso sorge, fiaccati dall'estrema povertà della vita contadina. Più volte parroci e arcivescovi ordinarono alla popolazione locale, nello specifico alle comunità di Biglio e Dozio, di raccogliere i fondi per le sistemazioni dell'oratorio, ma con scarsi risultati concreti.
Nel 1500 fu San Carlo Borromeo a verificare che la chiesa fosse quasi diroccata e con infiltrazioni di umidità, e ad ordinarne il restauro. Tale appello ebbe scarso successo, in quanto nel 1570 la celebrazione delle funzioni venne sospesa in attesa dei lavori e ancora nel 1583 gli interventi non erano stati eseguiti.
Nel 1722 toccò al cardinale Odescalchi fare appello alle genti di Biglio per un nuovo restauro e per un miglioramento delle suppellettili interne. In tale occasione la raccolta delle offerte per l'esecuzione dei lavori venne estesa a tutta la pieve di Olginate, questa volta con buon successo. Nel 1754 l'edificio si fece infatti trovare in buone condizioni alla visita dell'arcivescono Pozzobonelli.
Oggi la facciata dell'oratorio presenta delle fessurazioni, ma l'edificio nel complesso si trova in discrete condizioni generali.

## Architettura

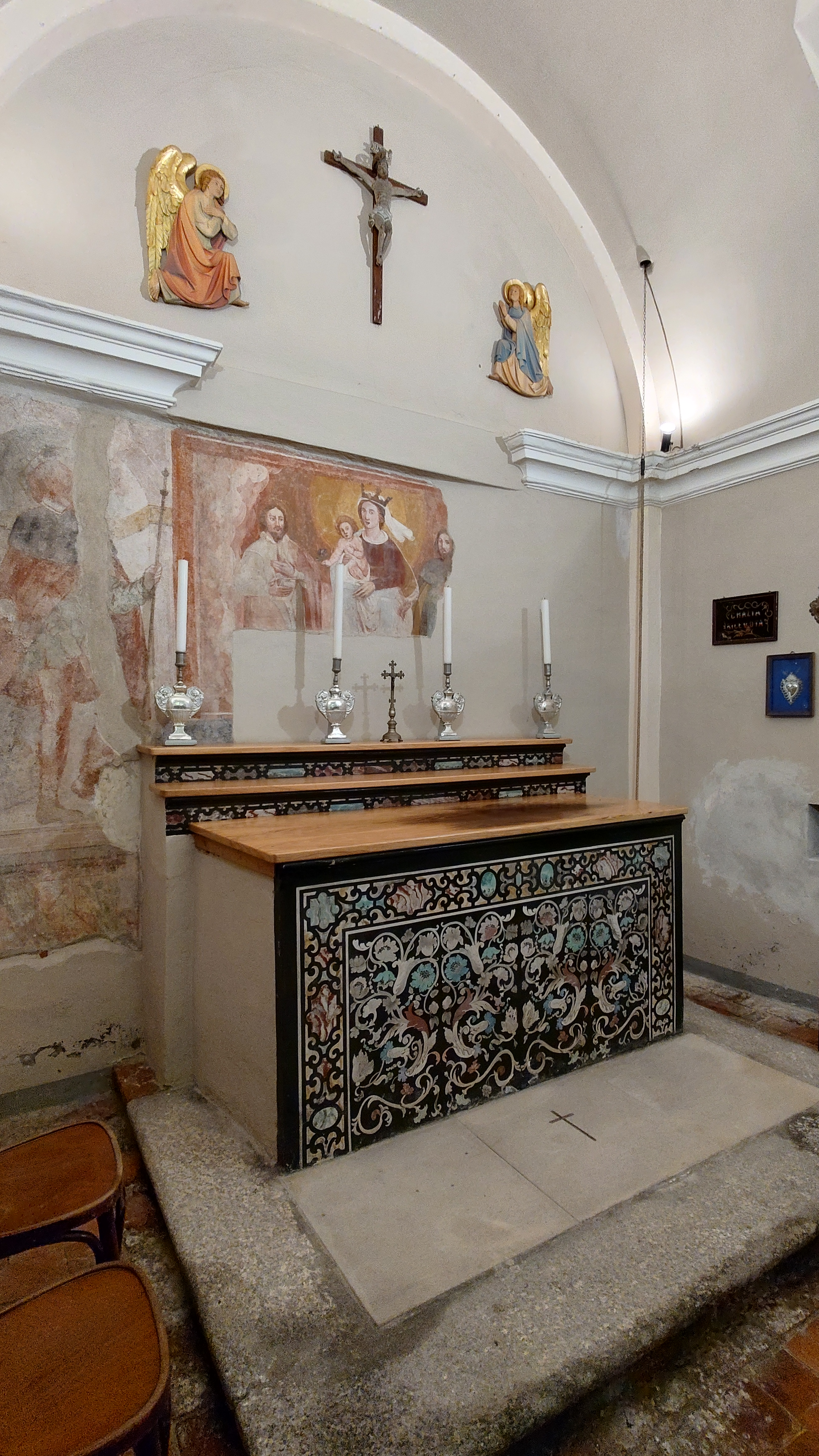
Dettaglio dell'altare con l'affresco della Madonna con Bambino.

La chiesa presenta una semplice pianta rettangolare, a navata unica, di circa 10 x 8 metri. L'ingresso principale, angusto e posto ad un livello inferiore rispetto ai campi circostanti, si trova esposto ad ovest, con l'altare ad oriente. Un secondo ingresso si apre nella parete sud, affacciata su un piccolo slargo lastricato leggermente sopraelevato rispetto alla strada laterale. Sopra entrambi i portali in legno, si aprono le finestre di cui è dotata l'aula principale dell'edificio: una semicircolare sopra l'entrata principale e una rettangolare sopra la porta laterale. Il pavimento è in cotto.
La parete diero l'altare (esso stesso decorato con motivi floreali) è impreziosita da un affresco della Madonna con il Bambino riferibile al 1500 circa. Il Bambino tiene una rosa in mano e i due soggetti principali sono affiancati da una coppia di Santi. Altri affreschi maggiormente deteriorati sono visibili sulla stessa parete.
La chiesa è dotata di una piccola sacrestia nell'angolo nord-est edificata nel diciottesimo secolo; il locale è dotato di una finestra sul lato est e volta a botte.
Ad est, dietro l'altare, l'oratorio è addossato a un edificio (ora destinato ad uso abitativo) che in passato ospitava il municipio del comune di Biglio.